# Every Man's Dream
Every Man's Dream é o primeiro episódio da vigésima sétima temporada da série de animação de comédia Os Simpsons, sendo exibido originalmente na noite de 27 de Setembro de 2015 pela Fox Broadcasting Company (Fox) nos Estados Unidos. No episódio, Homer e Marge passam por uma separação experimental, após Homer começar a sair com uma farmacêutica.
As estrelas convidadas para este episódio são Lena Dunham, Adam Driver, Laura Ingraham, Jemima Kirke, Zosia Mamet e Allison Williams. O episódio não foi bem recebido pela crítica de televisão especializada e de acordo com o instituto de mediação de audiências Nielsen, foi assistido por 3,28 milhões de espectadores em sua exibição original e recebeu uma quota de 1.5/5 no perfil demográfico de telespectadores entre os 18 aos 49 anos de idade, sendo a estreia de temporada menos assistida de toda a série.

## Enredo
Homer se acidenta na Usina Nuclear após cochilar enquanto trabalhava. E então, ele é levado para o Hospital Geral de Springfield, onde o Dr. Hibbert descobre que Homer tem narcolepsia, uma doença do sono. Ele recebe um atestado médico e usa-o para se desculpar de realizar tarefas do cotidiano. Hibbert entra em contato com Marge, e solicita que Homer obtenha alguma medicação. Na fila para coletar a medicação, ele reclama da espera e acaba por adormecer no chão da farmácia. Ele retorna para casa mais tarde naquela noite, sem qualquer medicação. Marge, então, perde a sua paciência após perceber que Homer está alcoolizado, e decide que o casal deve ir a um terapeuta. O terapeuta avalia que o relacionamento de Homer e Marge está passando por uma crise, e sugere uma separação. Ao chegar em casa, Homer arruma suas malas e se prepara para deixar a família. Lisa está confusa a respeito de porque seu pai está deixando a família. Marge diz as crianças que ela e Homer são separando. Homer vai embora de casa, chorando. Bart interage com o vizinho Ned Flanders, dizendo como todos os seus problemas são culpa de seus pais.
No dia seguinte, Homer é visto dormindo na Usina pelos colegas Lenny e Carl, sozinho, e o questionam sobre como está se sentindo após a separação. Homer diz que está "tranquilo", e lembrou as vezes em que Marge o perdoou após brigas anteriores. Porém, Carl descobre que Marge mudou seu status de relacionamento para "é complicado". Homer liga Marge, e descobre que ela alterou seu sobrenome para Bouvier após ouvir uma mensagem na caixa postal.
Após visitar a Taverna do Moe, Homer vai buscar sua medicação, e encontra um farmacêutica chamada Candace, que o chama para sair. Eles passam a noite juntos. Homer acorda na manhã seguinte, preocupado sobre seu relacionamento com Marge, e tenta ligar para casa para falar com ela. Ele conversa com Selma, que revela que Marge está se preparando para um encontro. Candace leva Homer para conhecer seus amigos, que passam muito tempo juntos em um café. Mais tarde, Candace quer que Homer conheça o seu pai, e eles saem para jantar. O pai de Candace, Roger, diz para Homer não se preocupar com a diferença de idade entre ele e sua filha, revelando que ele está namorando uma mulher mais jovem. Marge entra no restaurante, e os dois ficam surpresos.
Marge concorda em se casar com Roger após o divórcio ser concluído. Candace sugere que Homer deva se casar com ela, revelando que ela está grávida.
Homer acorda ainda na sessão de terapia, sentado ao lado de Marge, e é revelando que ele estava apenas sonhando. Homer fica aliviado ao descobrir que era apenas um sonho, e que ele e Marge ainda estão juntos. Homer então faz uma promessa para tentar se comportar no próximo mês, em uma tentativa de ficar com Marge. Até no fim de março, a família percebe uma melhoria em Homer. Ele passa o dia de São Patrício sóbrio e exibe um comportamento adequado durante as finais da NBA. Lisa agora come carne, e Maggie pode falar. Ela canta "What a Wonderful World". Era apenas mais um sonho.
Homer acorda em um bar ao lado de Candace, que o atinge com uma garrafa de cerveja para acordá-lo. Homer corre para casa de sua família, e percebe que Roger tomou o seu lugar na mesa de jantar. A família aparenta estar feliz, e Homer se afasta. Marge acorda na cama, ao lado de Homer, e fica chocada ao descobrir esse era seu sonho, e se pergunta se isso significasse alguma coisa sobre seu relacionamento com Homer. Eles visitam o terapeuta, que está prestes a dar uma solução.

## Produção

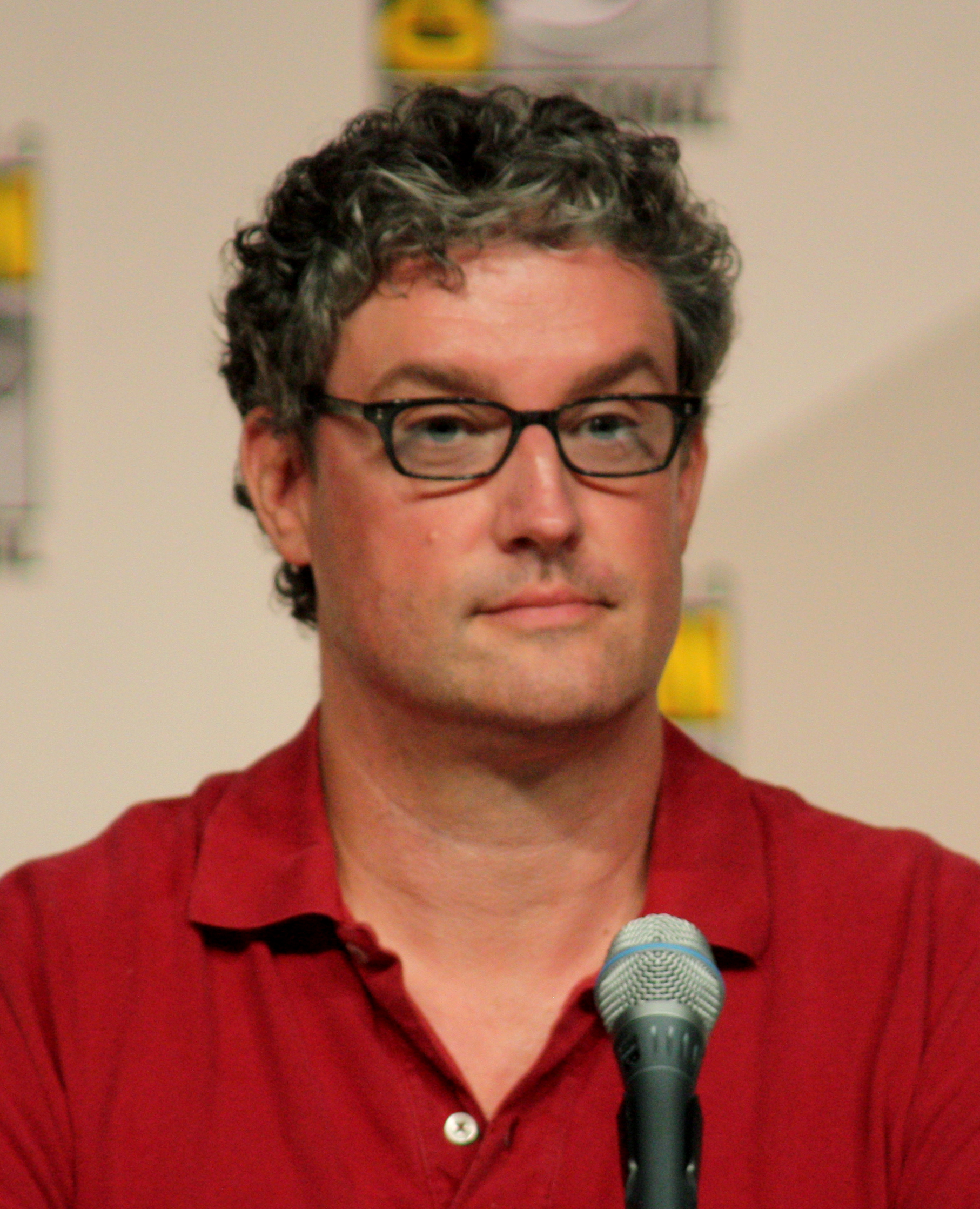
Al Jean, produtor executivo da série, anunciou a separação de Homer e Marge em uma entrevista.

Every Man's Dream foi escrito por J. Stewart Burns e dirigido por Matthew Nastuk.
Em 7 de Junho de 2015, o produtor executivo da série Al Jean concedeu uma entrevista a revista de entretenimento Variety. Entre os assuntos tratados, Jean adiantou alguns enredos da vigésima sétima temporada. Entre eles, o anúncio de que Homer e Marge iriam se separar teve grande destaque e repercussão. Além do anúncio do divórcio, Jean anunciou também que Lena Dunham iria gravar uma participação especial no episódio, interpretando a mulher pelo qual Homer iria se apaixonar.
Em 12 de Junho, uma postagem da página oficial da série no Twitter mostrava uma imagem em que Bart Simpson escrevia no quadro negro a frase "Homer e Marge não irão se separar", desmentindo as declarações do produtor. Em 21 de Junho, foi publicado um vídeo onde Homer e Marge negam sua separação.

## Recepção

### Crítica
No geral, o episódio não foi bem recebido pela crítica de televisão especializada. Dennis Perkins do The A.V. Club fez duras críticas ao episódio, e o avaliou com um C-, comentando que "Só para ficar claro, não há nada de  errado com qualquer um dos os pontos da trama. O problema com esta estreia de temporada desastrosamente equivocada é que o episódio debocha de todos, exemplificando as atuais tendências laxistas e cínicas dos Simpsons. [...] Todo o episódio não é só completamente ruim, mas completamente inconsequente." Jesse Schedeen da IGN também não foi positivo, e deu ao episódio uma nota 4.2 (de um máximo de 10), dizendo que "Talvez ainda existam maneiras de obter quilometragem fora da ideia de Homer trabalhar para salvar seu casamento, mas certamente não é isso. Este episódio não foi apenas redundante, operado na lógica frágil, principalmente na parte onde Marge parecia não se importar com a ideia de que Homer estava saindo com outra mulher. Pior, nenhum desses problemas ainda importava, no final, porque a coisa toda provou ser uma elaborada sequência de um sonho inútil. Se este é um sinal das coisas que estão por vir, a vigésima sétima temporada vai ser um trabalho árduo."

### Audiência
Every Man's Dream foi exibido originalmente na noite de 27 de Setembro de 2015, um domingo, pela Fox Broadcasting Company nos Estados Unidos. De acordo com o sistema de mediação Nielsen, o episódio foi assistido por 3,28 milhões de telespectadores, e recebeu uma quota de 1.5/5 no perfil demográfico de telespectadores entre os 18 aos 49 anos de idade. Apresentou uma queda de 5,25 milhões em relação a estreia da temporada anterior, Clown in the Dumps. Na ocasião, este episódio foi assistido por 8,58 milhões de telespectadores. Apesar de ter sido o show mais assistido da Fox naquela noite, foi o episódio de estreia de temporada menos assistido em 27 anos. Em comparação com os últimos anos, esse episódio não foi antecedido pela transmissão da NFL na Fox, que serve para "inflar" os números da série em termos de audiência durante o outono.